# جيمس جي سوان

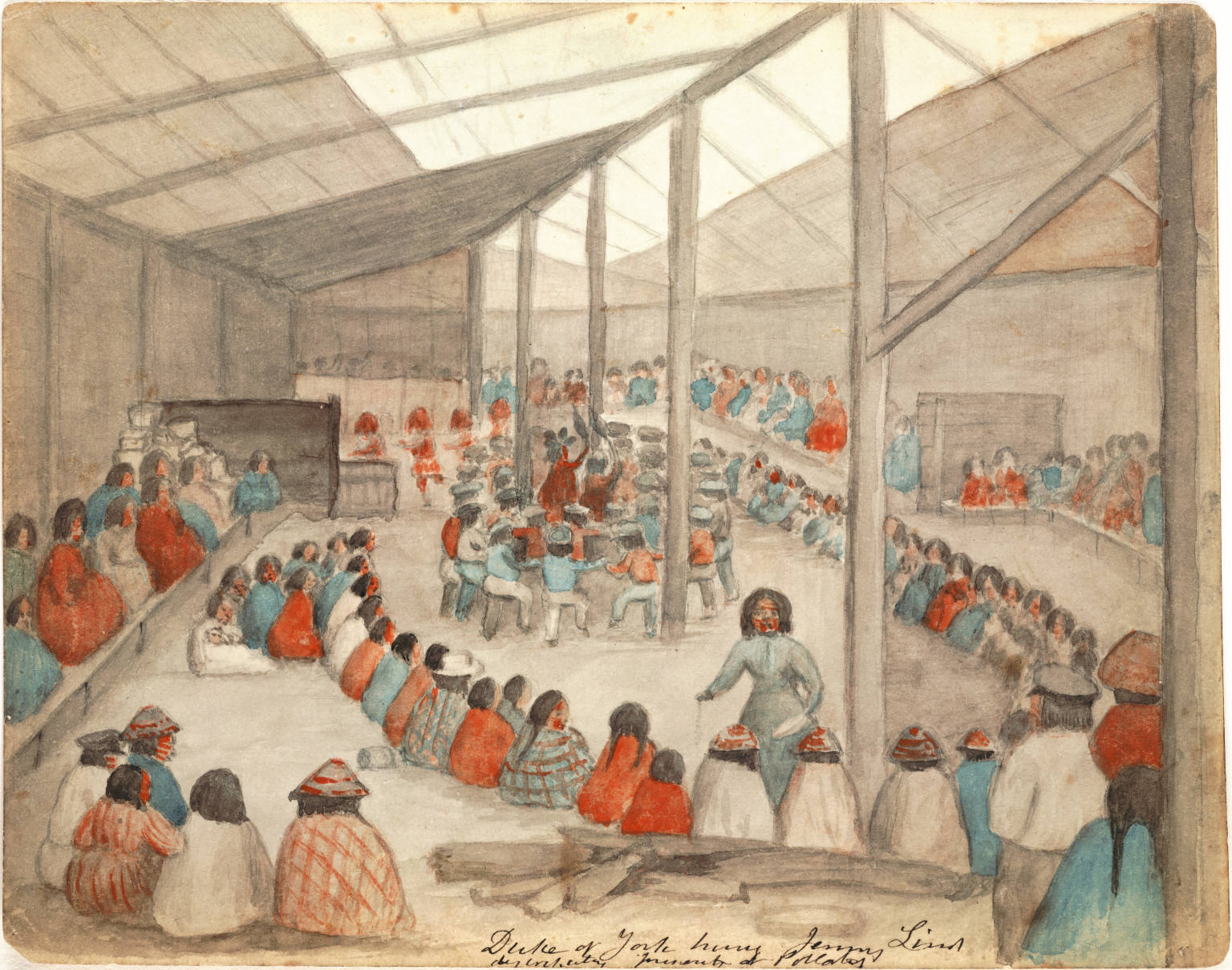
لوحة مائية لسوان تصوّر شعب كلاّلام في بورت تاونسند، وإحدى زوجات رئيس القبيلة شتزيموكا توزع هدايا البوتلاش.

جيمس جيلكريست سوان (بالإنجليزية: James G. Swan)‏  (11 يناير 1818 - 18 مايو 1900) كان وكيلاً للهنود الحمر فيما يعرف الآن بولاية واشنطن في الولايات المتحدة، وكان معروفًا باعتباره سلطة فيما يتعلق بالشعوب الأصلية لساحل شمال غرب المحيط الهادئ، وجامعًا للآثار الهندية نيابةً عن مؤسسة سميثسونيان، وكتب أول دراسة إثنوغرافية لمجموعة قبائل ماكاه [الإنجليزية] التي عاش في وسطها.
كان رجلاً يتمتع بالفضول والإبداع، ولديه طموحات خيالية تتضمن حلماً بصنع الورق من النباتات البحرية في خليج بيوجت ساوند.